# WE
WE (uitgesproken als wie), ook wel WE Fashion genoemd, is een van oorsprong Nederlandse modeketen die kleding, schoenen, tassen en andere accessoires verkoopt voor mannen, vrouwen en kinderen. WE is met 2.000 medewerkers vertegenwoordigd met ongeveer 135 winkels en in Nederland, België en Zwitserland en verkoopt het merk op wefashion.com en verschillende internationale websites. WE is onderdeel van het Europese modeconcern Logo International, dat onder andere ook de merken O'Neill en Van Gils exploiteert. 

## Geschiedenis
Op 1 februari 1917 richtte E.H. (Egbertus Hendricus, 'Edwin') de Waal in Amsterdam een groothandel in herenkleding op met de naam ‘E. H. de Waal’. Een belangrijk deel van de collectie werd onder het merk Sir Edwin verkocht; in reclame werd de slagzin ‘Sir Edwin, ondergoed is wondergoed’ gebruikt. De firma E.H. de Waal op de Keizersgracht groeide in die tijd uit tot de grootste herenmodegroothandel van Nederland. 
In 1961 nam zoon Karel (roepnaam Kees) de Waal (1922-2025) de leiding van het bedrijf over. Een jaar later nam hij een kleine detaillist met vier winkels over en richtte hij de Captain Shop op. In 1963 werd de keten in wording omgedoopt naar ‘Hij’: eerst Hij Herenmode, later Hij Mannenmode. Er werd ook jongensmode verkocht. 

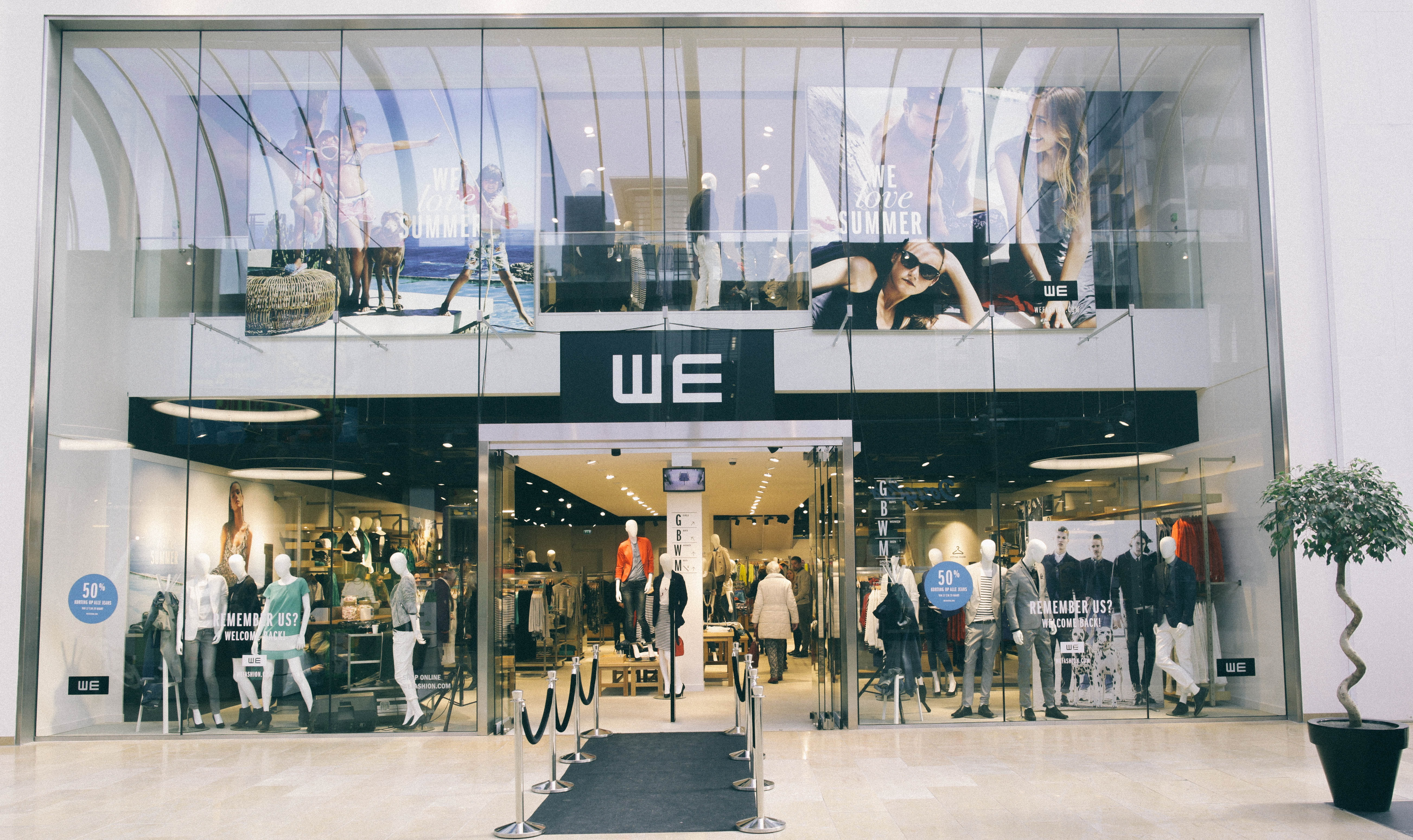
WE-winkel in Amstelveen.

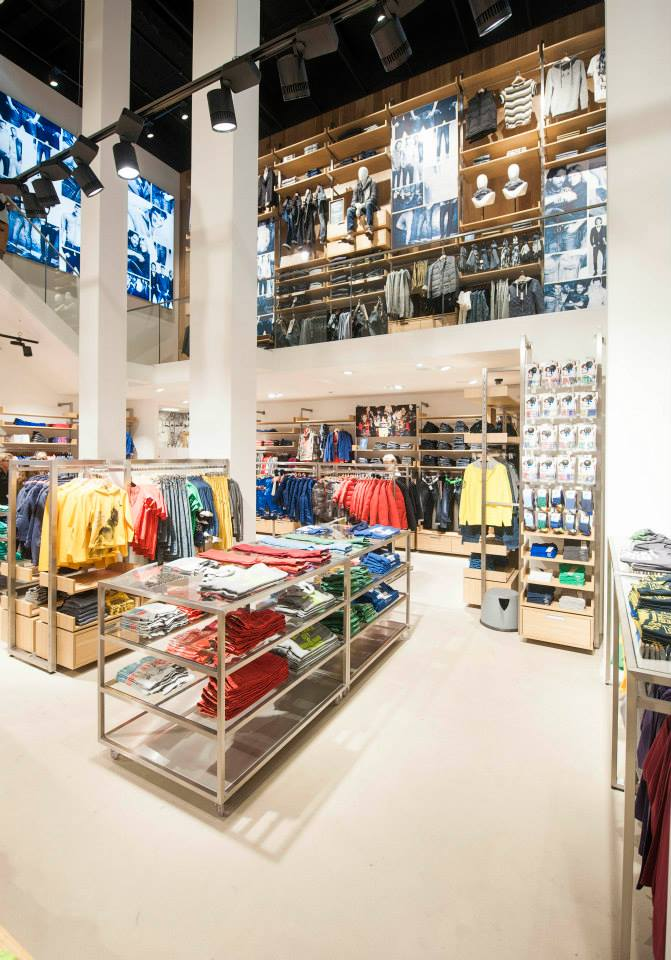
WE-winkel in Brussel.

Na de verkoop van het groothandelsbedrijf werd de expansie ingezet om Nederland te veroveren. Tot 1977 werden er 75 Hij Mannenmode-zaken in Nederland geopend. Met de toetreding tot het bedrijf van zoon Ronald de Waal in 1977 volgde uitbreiding in het buitenland. In Zwitserland nam Hij Mannenmode zo’n tien herenmodezaken over en werden binnen enkele jaren nog zo'n 30 winkels geopend. De Zwitserse keten werd Hey genoemd.
Vanaf 1983 opende Hij Mannenmode een 25-tal winkels in België. In 1984 trad Kees de Waal terug als directeur. Zoon Ronald zette de ingezette expansie door en nam in 1986 het damesmodebedrijf Witteveen over. De Witteveen-formule met winkels in Nederland en België werd na korte tijd omgebouwd naar ‘Zij’. 
In 1989 werden na een brand in het hoofdkantoor van Witteveen in Amsterdam de hoofdkantoren van Hij en Zij samengevoegd in een nieuw hoofdkantoor en distributiecentrum in Lage Weide bij Utrecht. Drie jaar later zette het bedrijf de stap naar Duitsland met de voorloper van de WE Store: Hij en Zij onder één dak. In 1994 volgde uitbreiding naar Frankrijk, waar als eerste een aantal winkels in de omgeving van Parijs werd geopend.
In maart 1999 werden alle winkels in één klap omgedoopt naar WE, vanaf dat moment de internationale handelsnaam. Sinds 2009 is de WE-collectie ook te koop via internet en bij een aantal andere e-commerce-aanbieders. In 2010 werden de eerste WE-winkels in Wenen geopend.
In meer recentere jaren heeft WE zijn aandacht uitgebreid naar online winkelen. Wefashion.com maakt inmiddels een aanzienlijk deel van de omzet uit. Maar ook online platformen zoals Wehkamp, Zalando, About You en Bol geven WE toegang tot miljoenen klanten in Europa. Via deze platformen verkoopt WE nu in 26 landen in Europa.
Mede door de verschuiving van deze focus, is het aantal winkels in de recentere jaren teruggebracht tot ongeveer 135 in de kernmarkten: Nederland, België en Zwitserland. In 2019 werd het laatste winkelconcept ontwikkeld en gelanceerd in de flagship op de Kalverstraat in Amsterdam. Inmiddels zijn verschillende grote filialen hiernaar omgebouwd.
WE is een verticaal opererend bedrijf dat zijn collecties volledig ‘in house’ ontwerpt. Ook reclame, marketing, winkelconcepten en dergelijke worden grotendeels in huis gedaan.

## Hoofdkantoor

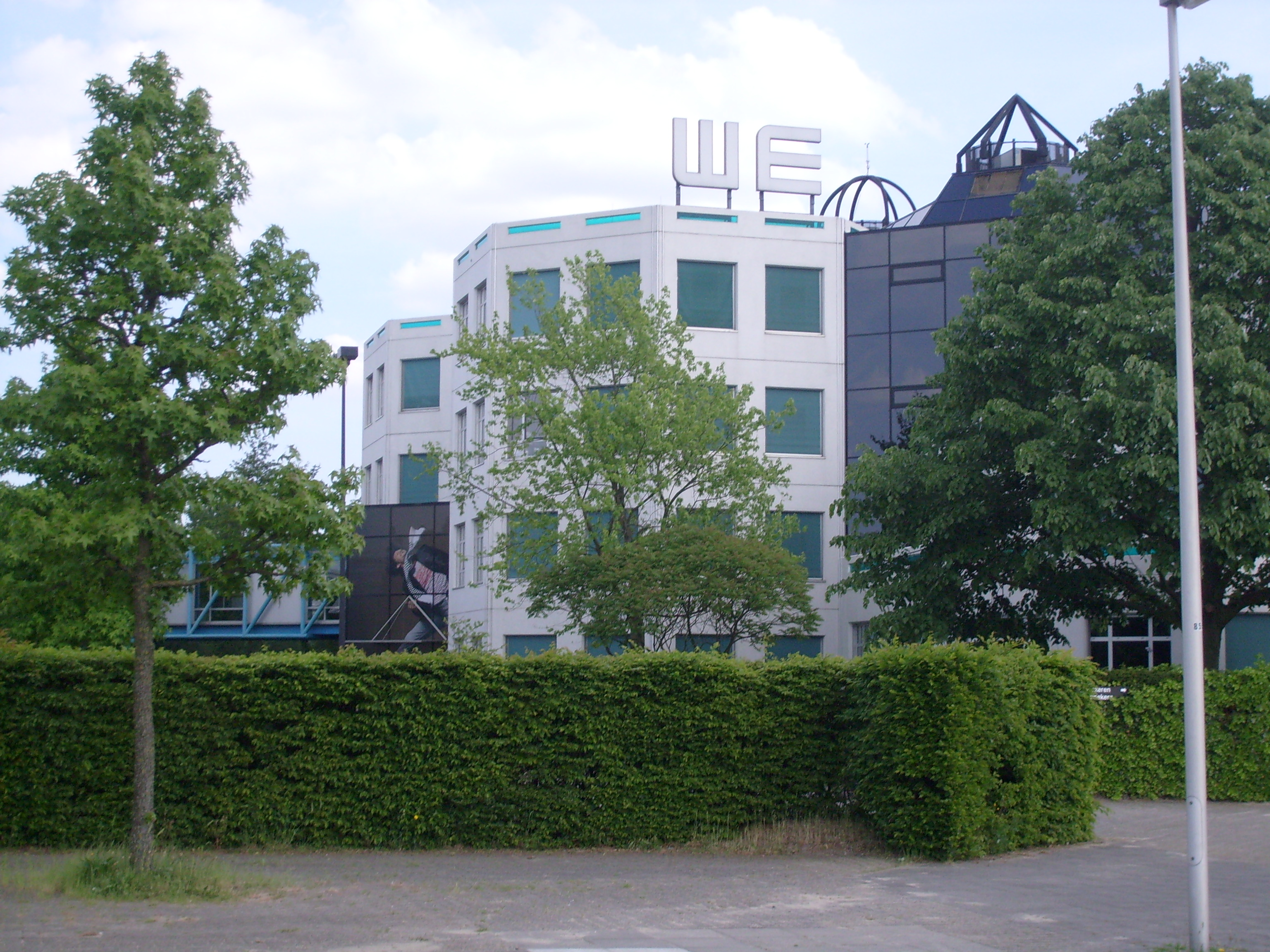
Hoofdkantoor WE Fashion in Utrecht

Het Europese hoofdkantoor van WE is gevestigd in Utrecht op industrieterrein Lage Weide. Achter het hoofdkantoor bevindt zich het distributiecentrum van WE. Hier worden alle goederen verdeeld voor de filialen in Nederland en de rest van Europa.

## Filialen
In Nederland zijn er op dit moment 124 filialen van WE Fashion. Sinds eind 2009 is het in Nederland, België, Duitsland en Frankrijk mogelijk om online te kopen bij WE Fashion.
| Land        | Aantal Men-winkels | Aantal Women-winkels | Aantal Boys-winkels | Aantal Girls-winkels | Totaal aantal winkels |
| ----------- | ------------------ | -------------------- | ------------------- | -------------------- | --------------------- |
| Nederland   | 101                | 63                   | 97                  | 59                   | 124                   |
| België      | 28                 | 23                   | 27                  | 5                    | 17                    |
| Duitsland   | 37                 | 21                   | 35                  | 3                    | 39                    |
| Luxemburg   | 1                  | 1                    | 1                   | 0                    | 0                     |
| Frankrijk   | 9                  | 2                    | 7                   | 0                    | 0                     |
| Zwitserland | 31                 | 3                    | 28                  | 2                    | 31                    |
| Oostenrijk  | 2                  | 2                    | 2                   | 0                    | 2                     |

WE kent verschillende formules:
- WE Store: winkel waar mannen-, vrouwen- en kinderkleding wordt verkocht
- WE Men: winkel gericht op mannenkleding en toebehoren
- WE Women: winkel gericht op vrouwenkleding en toebehoren

Bovenstaande formules kunnen zijn aangevuld met een afdeling voor kinderen (meisjes en jongens van 2 tot 16 jaar).